# Duncan (nome)
Duncan  è un nome proprio di persona inglese e gaelico scozzese maschile.

## Varianti
- Scozzese: Donnchad[1], Donnchadh[1]

### Varianti in altre lingue
- Irlandese: Donagh[1], Donnchadh[1], Donnchad[1]

## Origine e diffusione
Si tratta di una forma anglicizzata del nome gaelico Donnchadh. È composto da donn ("scuro", "marrone") combinato con cath ("guerriero") oppure con ceann ("testa"); può quindi significare "guerriero marrone", "guerriero scuro" o "testa scura".
Venne portato da due re di Scozia, uno dei quali venne inserito da Shakespeare nella sua opera Macbeth.

## Onomastico
È un nome adespota, in quanto non è portato da alcun santo, quindi l'onomastico si festeggia il 1º novembre in occasione di Ognissanti.

## Persone
- Duncan I di Scozia, re di Scozia
- Duncan II di Scozia, re di Scozia

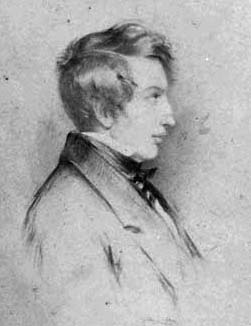
Duncan Gregory

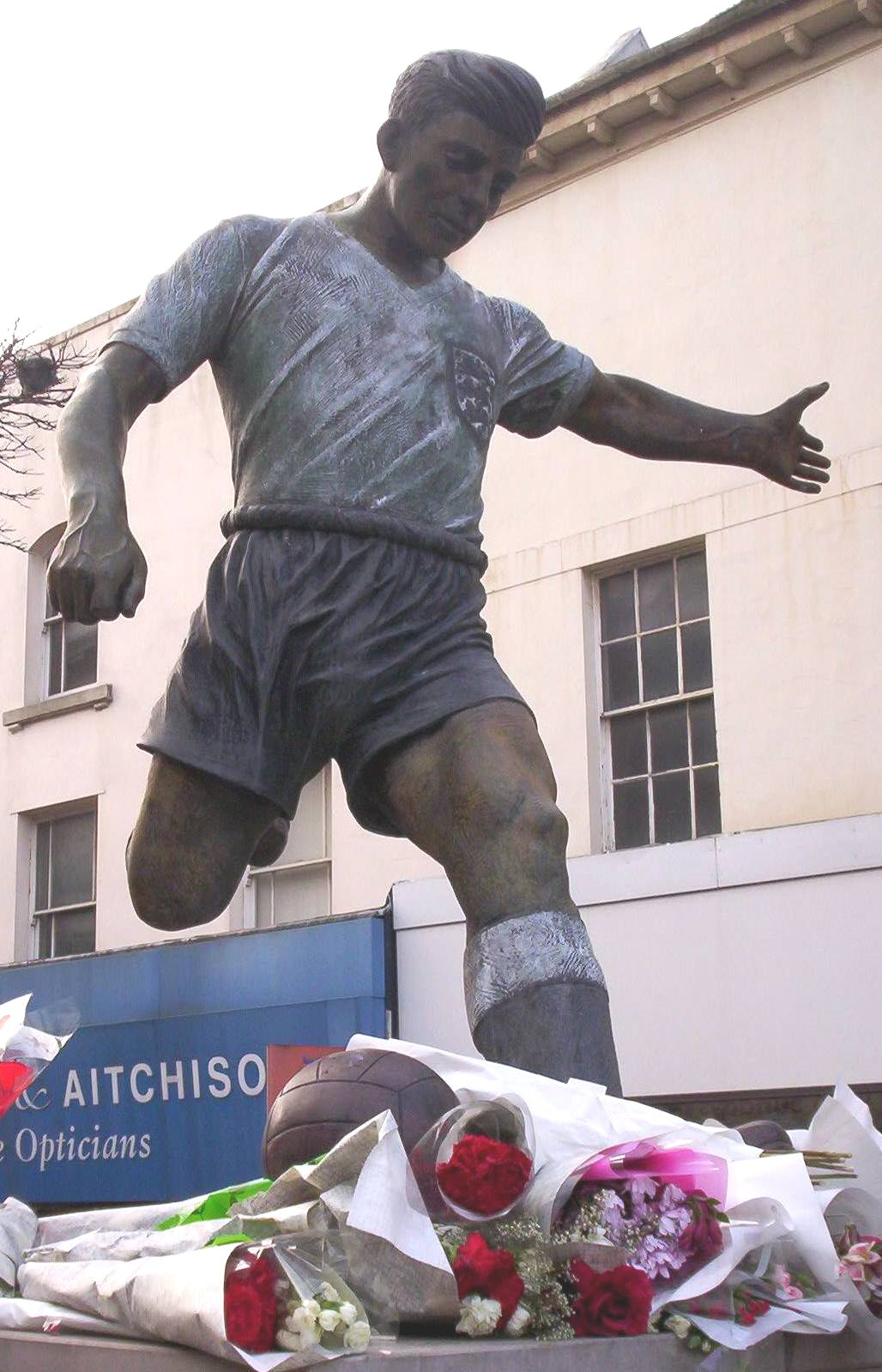
Duncan Edwards

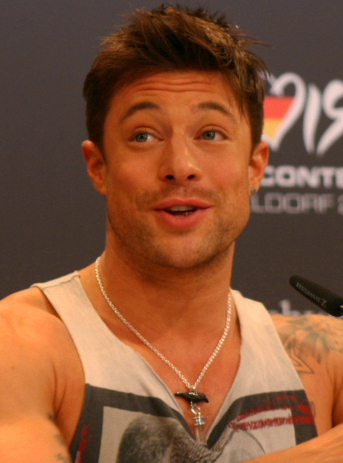
Duncan James

- Duncan Chow, attore, modello e velista cinese
- Duncan Cole, calciatore neozelandese
- Duncan Edwards, calciatore inglese
- Duncan Grant, pittore scozzese
- Duncan Gregory, matematico britannico
- Duncan Hamilton, pilota automobilistico britannico
- Duncan James, cantante e conduttore televisivo britannico
- Duncan Jones, regista britannico
- Duncan Laurence, cantautore olandese
- Duncan MacDougall, medico statunitense
- Duncan Ban MacIntyre, poeta scozzese
- Duncan McKenzie, calciatore inglese
- Duncan Regehr, scrittore e attore canadese
- Duncan Sheik, cantautore e compositore statunitense

### Variante Donnchadh
- Donnchad Donn, re di Mide e sovrano supremo irlandese
- Donnchad Donn mac Flainn, sovrano supremo irlandese
- Donnchad Midi mac Domnaill, re di Mide

## Il nome nelle arti
- Duncan è un personaggio della serie animata A tutto reality.
- Duncan Idaho è un personaggio del Ciclo di Dune, scritto da Frank Herbert.
- Duncan Kane è un personaggio della serie televisiva Veronica Mars.
- Duncan MacLeod è un personaggio della serie televisiva Highlander.
- Duncan Pantano è un personaggio della serie di romanzi Una serie di sfortunati eventi, scritta da Lemony Snicket.
- Sir Duncan l'Alto è il protagonista di una serie di racconti scritti da George R. R. Martin.